# Nogomet na OI 1912.
Nogomet na Olimpijskim igrama u Stockholmu 1912. godine uključivao je natjecanja samo u muškoj konkurenciji. Natjecalo se ukupno 11 momčadi.

## Osvajači medalja - muški
| Zlato | Srebro | Bronca |
| --- | --- | --- |
| Velika Britanija Ronald Brebner Arthur Berry Thomas Burn Joseph Dines Edward Hanney Gordon Hoare Arthur Knight Henry Littlewort Douglas McWhirter Ivan Sharpe Harold Stamper Harold Walden Vivian Woodward Edward Wright | Danska Paul Berth Charles Buchwald Svend Aage Castella Hjalmar Christoffersen Ludvig Drescher Axel Dyrberg Harald Hansen Sophus Hansen Emil Jørgensen Ivar Lykke Viggo Malmqvist Nils Middelboe Christian Morville Poul Nielsen Sophus Nielsen Oskar Nørland Anthon Olsen Aksel Petersen Axel Thufason Vilhelm Wolfhagen | Nizozemska Marius Göbel David Wijnveldt Constant Feith Nicolaas de Wolf Johannes de Korver Dirk Lotsy Jan van Breda Kolff Henri de Groot Caesar Ten Cate Jan Vos Nicolaas Bouvy |